# Катарина Урсула фон Хоенцолерн-Хехинген
Катарина Урсула фон Хоенцолерн-Хехинген (на немски: Katharina Ursula von Hohenzollern-Hechingen; * 1610; † 2 юни 1640, Баден-Баден) от фамилията Хоенцолерн, е принцеса от Хоенцолерн-Хехинген и чрез женитба маркграфиня на Маркграфство Баден-Баден (1624 – 1640).

## Произход
Тя е дъщеря на княз Йохан Георг фон Хоенцолерн-Хехинген (1577 – 1623) и съпругата му графиня Франциска фон Залм-Ньофвил († 1619), дъщеря на граф Фридрих фон Залм-Нойфвил, Вилд- и Рейнграф в Ньофвил.

## Фамилия
Катарина Урсула се омъжва на 13 октомври 1624 г. за маркграф Вилхелм фон Баден-Баден (1593 – 1677). Тя е първата му съпруга. Те имат децата:
- Фердинанд Максимилиан (1625 – 1669, Хайделберг), наследствен принц на Баден-Баден
- Леополд Вилхелм (1626 – 1671), имперски фелдмаршал
- Филип Зигмунд (1627 – 1647, убит)
- Вилхелм Христоф (1628 – 1652), каноник в Кьолн
- Херман (1628 – 1691), фелдмаршал
- Бернхард (1629 – 1648/49, Рим)
- Изабела Евгения Клара (1630 – 1632)
- Катарина Франциска Хенриета (1631 – 1691, Безансон)
- Клаудия (1633 – млада)
- Хенриета (1634 – млада)
- Анна (1634 – 1708)
- Мария (*/† 1636)
- Франц (*/† 1637)
- Мария Юлиана (*/† 1638)